# Piotr Murdzia
Piotr Murdzia (n. 20 de febrero de 1975, Gdansk, Polonia) es un Maestro Internacional de ajedrez (1994). En la lista de enero de 2009 de la FIDE tiene un ELO de 2479.
Ganó torneos en Świdnica (1998) y Legnica (2003). 
Cuatro veces ha ganado el Campeonato del mundo de resolución de ajedrez (2002, 2005, 2006, 2008).

## Partidas notables
Piotr Murdzia (2440) - Gennady Kuzmin (2545), Swidnica 1999 1.d4 Cf6 2.c4 g6 3.Cc3 Ag7 4.e4 0-0 5.Cf3 c6 6.Ae2 d5 7.e5 Ce4 8.Cxe4 dxe4 9.Cg5 c5 10.d5 Axe5 11.Cxe4 Af5 12.Cg3 Ad7 13.0-0 Ca6 14.Te1 Tb8 15.Af3 Dc7 16.De2 f6 17.Ag4 b5 18.Ah6 Axg4 19.Dxg4 Tf7 20.Tad1 bxc4 21.Dxc4 Da5 22.d6 exd6 23.Txe5 fxe5 24.Ce4 Tbb7 25.De6 1-0